# Galina Varlamova
Galina Ivanovna Kaptuke / Varlamova, Varlamova-Kaptuke (en cirílico ruso: Галина Ивановна Кэптукэ/Варламова, Варламова-Кэптукэ, óblast de Amur, 18 de enero de 1951-19 de junio de 2019) fue una lingüista y escritora rusa de etnia evenki.

## Biografía
Nació en una familia de cazadores de renos. “Kaptuke” es el nombre de uno de los antiguos clanes evenki que vagaban cerca del río Djeltule y se traduce como "cazando a la bestia".
De 1969 a 1974 estudió en el Instituto Pedagógico de Leningrado (hoy Universidad Herzen). Tras graduarse, trabajó como profesora de lengua y literatura rusas.